# DB Lounge
Als DB Lounge bezeichnet die Deutsche Bahn von der DB Fernverkehr AG betriebenen Wartebereiche (Lounges) für Reisende erster Klasse und Vielfahrer (BahnBonus-Statuskunden). Sie treten geschichtlich die Nachfolge der komfortabel ausgestatteten Wartesäle erster Klasse an und sind vergleichbar mit den Lounges oder Salons Grand Voyageur genannten Wartebereichen bei diversen anderen europäischen Eisenbahngesellschaften.
2015 und 2016 nutzten jeweils wenigstens 5 Millionen Gäste die 15 DB Lounges.
Bis zum 31. Dezember 2010 war die DB Vertrieb GmbH im Auftrag von DB Fernverkehr für die Lounges zuständig.

## Standorte
DB Lounges finden sich an 15 deutschen Bahnhöfen. Einige weisen separate Premium-Bereiche für Fahrgäste mit 1.-Klasse-Flexpreis sowie BahnBonus-Statuskunden mit einem Fernverkehrs-Fahrschein auf.
| Standort                                | Premiumbereich | Lage | Öffnungszeiten   | Öffnungszeiten   | Öffnungszeiten   | Öffnungszeiten   | Öffnungszeiten   |
| Standort                                | Premiumbereich | Lage | Mo–Mi            | Do, Fr           | Sa               | So               | Feiertag         |
| --------------------------------------- | -------------- | --- | ---------------- | ---------------- | ---------------- | ---------------- | ---------------- |
| Berlin Hbf                              | Ja             | 1. Obergeschoss, am westlichen Aufgang zu Gleis 11/12 1. Klasse (Premium-Lounge): 1. Obergeschoss Ausgang Washingtonplatz                                                                              | 06:00–22:00 Uhr  | 06:00–22:00 Uhr  | 06:00–22:00 Uhr  | 06:00–22:00 Uhr  | 06:00–22:00 Uhr  |
| Bremen Hbf                              | Nein           | Oberhalb des Reisezentrums, Nähe Haupteingang, Westflügel, an Gleis 1 | 06:30–21:00 Uhr  | 06:30–21:00 Uhr  | 08:00–20:00 Uhr  | 08:00–20:00 Uhr  | 08:00–20:00 Uhr  |
| Dresden Hbf                             | Nein           | Mittelhalle, oberhalb des Reisezentrums. | 07:00–21:00 Uhr  | 07:00–21:00 Uhr  | 08:00–20:00 Uhr  | 08:00–20:00 Uhr  | 08:00–20:00 Uhr  |
| Düsseldorf Hbf                          | Nein           | Südöstlich vom Hauptbahnhof Düsseldorf am Bertha-von-Suttner-Platz. | 07:00–21:00 Uhr  | 07:00–21:00 Uhr  | 08:00–20:00 Uhr  | 08:00–20:00 Uhr  | 08:00–20:00 Uhr  |
| Essen Hbf                               | Nein           | Im 1. Stock des Pavillon 1 auf dem Südvorplatz | 07:00–21:00 Uhr  | 07:00–21:00 Uhr  | 08:00–20:00 Uhr  | 08:00–20:00 Uhr  | 08:00–20:00 Uhr  |
| Frankfurt (Main) Hbf                    | Ja             | Oberhalb des Reisezentrums | 06:00–22:00 Uhr  | 06:00–22:00 Uhr  | 07:00–22:00 Uhr  | 07:00–22:00 Uhr  | 07:00–22:00 Uhr  |
| Frankfurt am Main Flughafen Fernbahnhof | Nein           | Zwischenebene zwischen Bahnsteig- und Verteilerebene | 06:00–22:00 Uhr  | 06:00–22:00 Uhr  | 06:00–22:00 Uhr  | 06:00–22:00 Uhr  | 06:00–22:00 Uhr  |
| Hamburg Hbf                             | Ja             | 1. Stock gegenüber dem Reisezentrum, Nähe Gleis 5 | 06:00–22:00 Uhr  | 06:00–22:00 Uhr  | 07:30–20:30 Uhr  | 07:30–20:30 Uhr  | 07:30–20:30 Uhr  |
| Hannover Hbf                            | Ja             | Oberhalb des Reisezentrums, am Haupteingang. | 06:00–21:30 Uhr  | 06:00–21:30 Uhr  | 07:00– 21:30 Uhr | 08:00– 21:30 Uhr | 08:00– 21:30 Uhr |
| Karlsruhe Hbf                           |                | | geplant          | geplant          | geplant          | geplant          | geplant          |
| Köln Hbf                                | Ja             | An Gleis 1, oberhalb des Reisezentrums | 06:30–21:30 Uhr  | 06:30–21:30 Uhr  | 07:00–21:00 Uhr  | 07:00–21:00 Uhr  | 07:00–21:00 Uhr  |
| Leipzig Hbf                             | Nein           | Beim linken Ausgang, gegenüber Gleis 24 (rechts neben dem Ausgang) | 07:00–21:00 Uhr  | 07:00–21:00 Uhr  | 08:00–20:00 Uhr  | 08:00–20:00 Uhr  | 08:00–20:00 Uhr  |
| Mannheim Hbf                            | Ja             | In der Haupthalle im 2. Obergeschoss (Nordflügel) | 07:00–21:30 Uhr  | 07:00–21:30 Uhr  | 07:00– 21:00 Uhr | 08:00– 21:00 Uhr | 08:00– 21:00 Uhr |
| München Hbf                             | Ja             | Auf Höhe der Gleise 25/26 im 1. Stock | 06:30– 21:00 Uhr | 06:30– 22.00 Uhr | 08:00– 20:00 Uhr | 08:00– 22:00 Uhr | 08:00– 20:00 Uhr |
| Nürnberg Hbf                            | Nein           | Oberhalb der Mittelhalle, am Gleis 1 | 06:30–21:00 Uhr  | 06:30–21:00 Uhr  | 08:00–20:00 Uhr  | 08:00–20:00 Uhr  | 08:00–20:00 Uhr  |
| Stuttgart Hbf                           | Nein           | In der Bahnsteighalle auf Höhe von Gleis 15/16 (bis 13. Juni 2019) Wegen Umbauarbeiten ab 14. Juni 2019 im Bonatzbau bis voraussichtlich Dezember 2026 Provisorium in der Landesbank Baden-Württemberg | 06:00–22:00 Uhr  | 06:00–22:00 Uhr  | 07:00–21:00 Uhr  | 07:00–21:00 Uhr  | 07:00–21:00 Uhr  |
| Ulm Hbf                                 |                | erstes Obergeschoss der Bahnhofshalle | geplant          | geplant          | geplant          | geplant          | geplant          |

An einigen Feiertagen (vor allem Ostern, Weihnachtsfeiertage, Silvester) gelten eingeschränkte Öffnungszeiten.
In der Lounge am Frankfurter Hauptbahnhof fanden regelmäßig öffentliche Autorenlesungen statt.
Beide Lounges in Frankfurt sowie die Lounges in Dresden, Hamburg und Köln bieten den Gästen direkten Blick auf die Bahnsteige, ebenso der Erste-Klasse-Bereich in München. In Berlin, Bremen, Hannover, Leipzig, Essen und in Hamburg ist die umliegende Stadt zu sehen. In Mannheim liegt die Lounge oberhalb der Haupthalle und erlaubt an zwei großen Fensterfronten, Reisende aus einigen Metern Höhe zu beobachten. Die DB Lounge Düsseldorf wurde bis 2019 dagegen weder direkt noch indirekt von Tageslicht erreicht. Danach zog sie an ihren jetzigen Standort. In Stuttgart befindet sich die DB Lounge seit 14. Juni 2019 aufgrund von Umbauarbeiten am Hauptbahnhof bis voraussichtlich Dezember 2026 übergangsweise im Gebäude der benachbarten Landesbank Baden-Württemberg.
Die Standorte waren auch den in Fernzügen ausliegenden Faltblättern Ihr Reiseplan zu entnehmen. Der Weg zur Lounge ist im Wegeleitsystem (blaue Tafeln) der Bahnhöfe ausgeschildert.
Mit Ausnahme von Dresden sind alle Lounges barrierefrei zugänglich (ebenerdig oder über Aufzüge zu erreichen). In Dresden führt nur eine Treppe zu der Lounge, nach Absprache kann die Lounge jedoch über einen nahe Gleis 3 angeordneten Nebeneingang betreten werden. Der Bahnsteig zu Gleis 3 verfügt über einen Aufzug.
Ein typischer Aufenthalt in den Lounges dauere laut DB zwischen 20 und 30 Minuten, je nach Standort auch länger.

### Planungen
Mitte 2002 war die Eröffnung von sieben neuen Lounges (Berlin Zoo, Hamburg, München, Nürnberg, Bremen, Düsseldorf und Dortmund) bis 2004 geplant.
Nach Planungen von Mitte 2007 sollte 2008 eine Lounge am Hauptbahnhof Karlsruhe eröffnet werden, bis 2011 sollten Dortmund und Würzburg folgen. Pläne für eine Lounge in Dortmund wurden 2010 aufgegeben. Die Deutsche Bahn begründete dies mit einem zu geringen Fahrgastaufkommen. Die Planung für Karlsruhe wurde 2011 vorerst aufgegeben.

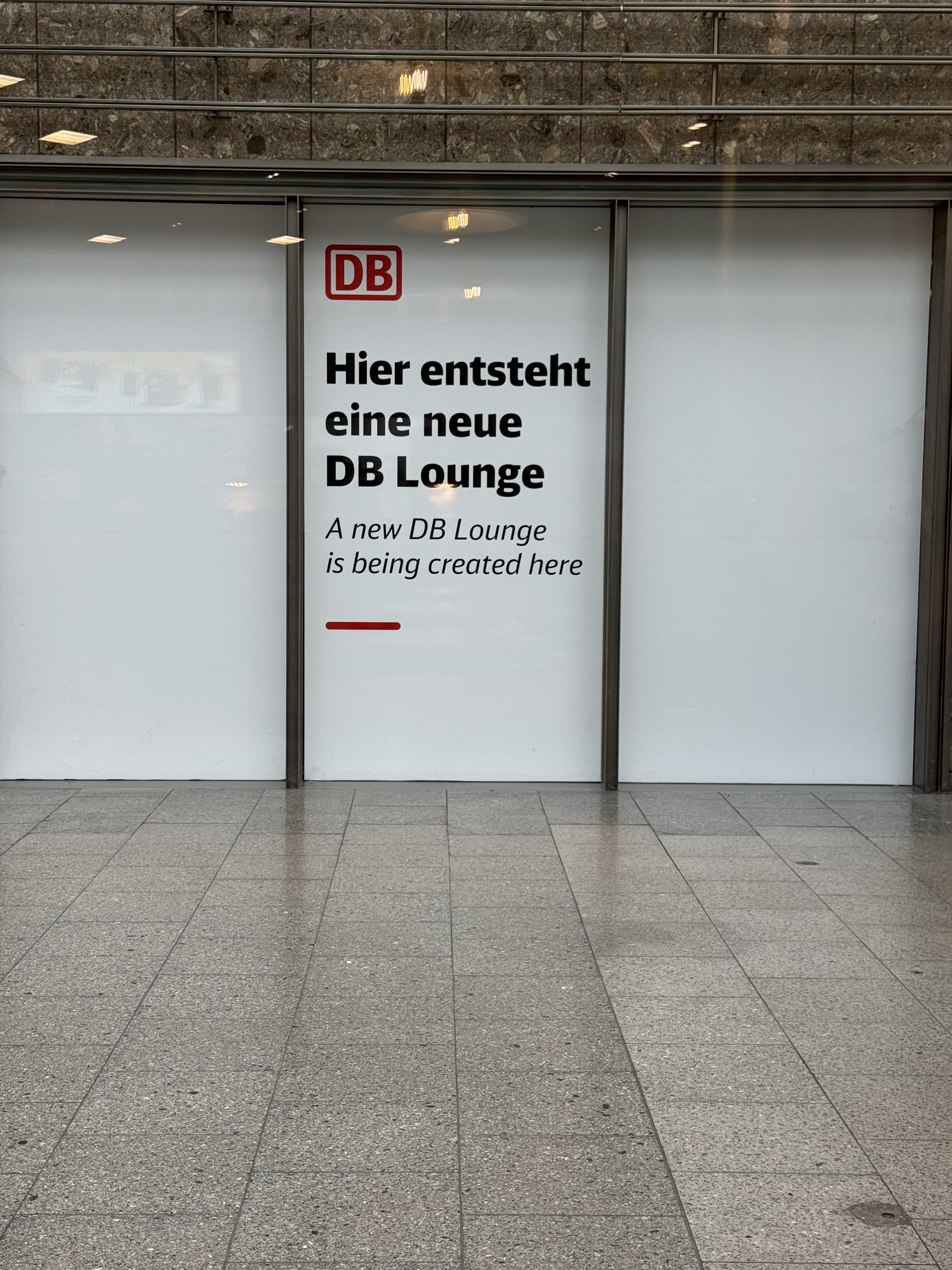
Hinweisschild zur geplanten Eröffnung einer DB Lounge im März 2025.

Mitte 2022 wurde die Eröffnung einer Lounge im Hauptbahnhof Karlsruhe für 2023 bekanntgegeben. Aufgrund von Problemen mit der Brandschutztechnik verzögerte sich der geplante Termin. Die Eröffnung ist für Ende 2025 angestrebt.
Im Jahr 2023 hat die Deutsche Bahn Pläne bekannt gegeben, nach dem kompletten Umbau des Hauptbahnhofs in Ulm 2026 eine DB Lounge im ersten Obergeschoss der neuen Bahnhofshalle zu eröffnen.

### Chronologie

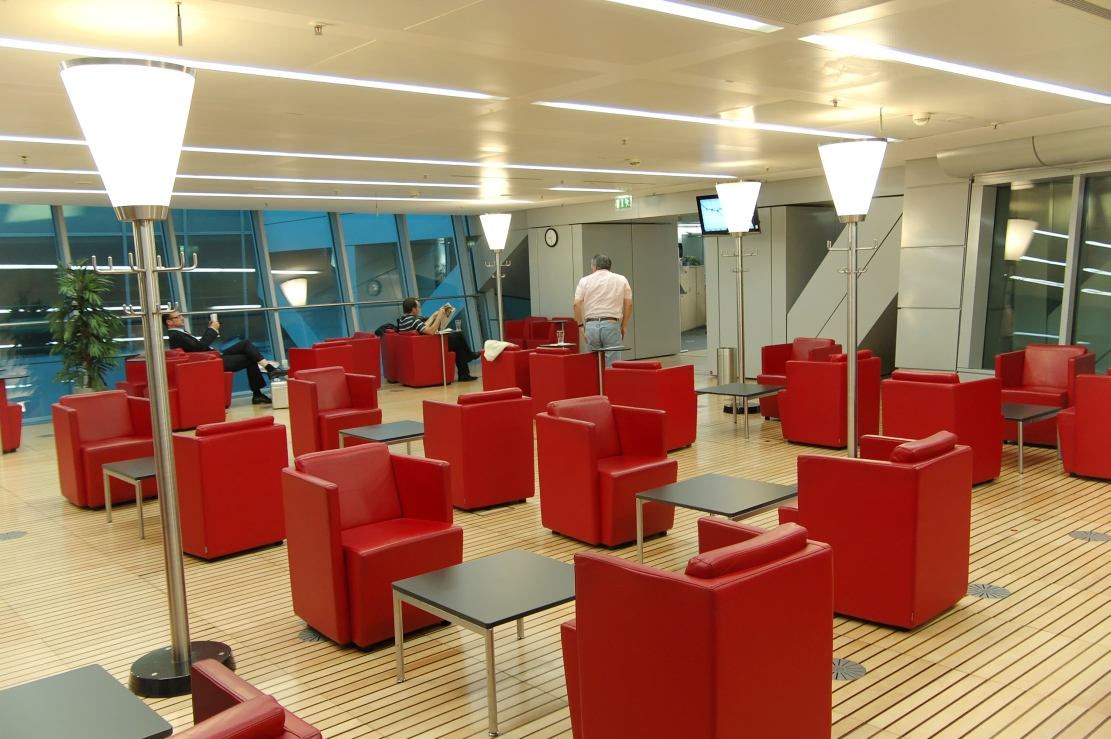
Die DB Lounge am Frankfurter Flughafen

Wesentliche Gründe für die Einrichtung der Lounges waren die Aufwertung der Aufenthaltsqualität im Bahnhof und die Kundenbindung. Standorte wurden nach Aussagen von DB Fernverkehr „an großen ICE-Knotenbahnhöfen oder Bahnhöfen mit einer langfristigen Bedeutung für den Fernverkehr der Bahn“ eingerichtet.
Die erste DB Lounge eröffnete am 23. Juli 1997 am Hauptbahnhof Frankfurt am Main. Entsprechend der alten Tradition der Wartesäle stand der Bereich für Fernverkehrsreisende der ersten und zweiten Klasse offen. Im Bereich der zweiten Klasse standen unter anderem eine Bar und eine Spielecke zur Verfügung, im Bereich der ersten Klasse ein Ruhebereich und ein Arbeitsbereich mit Elektro- und Kommunikationsanschlüssen für Notebooks sowie Telefone, außerdem Konferenzräume. Die Lounge ging aus einem 7,5 Millionen D-Mark umfassenden Umbau des Reisezentrums am Hauptbahnhof Frankfurt hervor, in der Wartezonen für die 1. und 2. Klasse für insgesamt 400 Reisende entstehen sollten.
Ein Standort am Hauptbahnhof Leipzig folgte im gleichen Jahr. Anfang 2001 ging am sanierten Hauptbahnhof Köln eine DB Lounge in Betrieb. Zwischen 1997 und März 2001 folgten Frankfurt Flughafen, Hannover und Mannheim. Anfang April 2002 kam Stuttgart, Ende April Nürnberg hinzu. Anfang 2003 auch Bremen und München, im Mai 2004 Berlin Zoo, am 7. Juni 2004 Hamburg. Düsseldorf (ursprünglich vorgesehen für 2002, eröffnet im Dezember 2005). Berlin Hauptbahnhof (28. Mai 2006) und Dresden (September 2006) folgten. Die bislang letzte Neueröffnung einer DB Lounge erfolgte im April 2010 in Essen.
Ende 2002 wurde die DB Lounge Köln saniert und erneuert, Anfang 2003 lief der Umbau der DB Lounge Frankfurt Hauptbahnhof an.
Die DB Lounge am Bahnhof Zoo in Berlin stellte am 10. Juli 2006 den Betrieb ein, nachdem am 28. Mai 2006 die Lounge am neuen Hauptbahnhof eröffnet worden war. Die neue, insgesamt 400 Quadratmeter umfassende und 700.000 Euro teure Lounge war zum Zeitpunkt ihrer Eröffnung die einzige mit einem separaten Erste-Klasse-Bereich. Seit Ende Oktober 2006 steht nach einem Umbau in Hamburg sowie seit August 2007 in München ebenfalls ein Erste-Klasse-Bereich zur Verfügung. Am 1. August 2009 begann die mehrmonatige Erweiterung der DB Lounge am Frankfurter Hauptbahnhof. Dabei wurde ein Erste-Klasse-Bereich mit 55 Sitzplätzen geschaffen und die Gesamt-Sitzplatzkapazität von 92 auf 156 angehoben.
Im Jahr 2001 nutzten rund 250.000 Reisende die DB Lounges, im Jahr 2002 etwa 400.000. Mit etwa 20.000 Besuchern pro Monat war die DB Lounge am Hauptbahnhof Frankfurt am Main Anfang 2004 die meistbesuchte DB Lounge, gefolgt von Hannover und Mannheim. Laut Bahnangaben lag die Zahl der täglichen Besucher in der neuen Berliner Lounge im Sommer 2006 bei etwa 1000. 2006 besuchten 2,3 Millionen Fahrgäste die DB Lounges, Ende 2006 arbeiteten in den damals 14 DB Lounges 80 Mitarbeiter. Für 2007 rechnete das Unternehmen mit 2,8 Millionen Gästen. 2008 zählte das Unternehmen 3,6 Millionen Gäste in den DB Lounges. Für 2009 wurden (Stand: Oktober 2009) vier Millionen Gäste erwartet. Die DB Lounges Frankfurt am Main Hauptbahnhof und Berlin waren 2009 die meistbesuchten DB Lounges mit bis zu 2000 Reisenden an Werktagen und (Stand: April 2009) 700.000 bzw. 500.000 Gästen pro Jahr. Die durchschnittliche Aufenthaltszeit lag zwischen 35 und 45 Minuten.
Die ursprüngliche DB Lounge Leipzig schloss am 26. November 2007 und eröffnete mit einem provisorischen Standort am 14. Februar 2008 wieder. Als Gründe für den ersten Auszug gab das Unternehmen die geringe Nutzung der Lounge am Originalort sowie den günstigeren Standort und die Barrierefreiheit der damals neuen Lounge im „Übergangs-Container“ an. Am 24. Dezember 2008 wurde eine reguläre Lounge an neuem Standort eröffnet.
Am 2. Januar 2011 sollte die im Umbau befindliche DB Lounge in Köln einschließlich eines Erste-Klasse-Bereichs wiedereröffnet werden. Die umgebaute Lounge wurde jedoch aufgrund erheblicher Verzögerungen erst am 4. Juli 2011 wiedereröffnet. Neben der Einführung eines 1.-Klasse-Bereichs mit 29 Plätzen oberhalb des Reisezentrums wurde die Kapazität des 2.-Klasse-Bereichs von 62 auf 87 Plätze erhöht, auch die Waschräume wurden deutlich vergrößert.
2011 wurden die Lounges Berlin und Hannover erweitert. In Berlin wurde dabei die Kapazität des 1.-Klasse-Bereichs auf 47 Plätze erweitert. Die DB Lounge im Frankfurter Hauptbahnhof wurde 2011 von 350.000 Menschen besucht.
2011 besuchten 4,2 Millionen Menschen die DB Lounges.
In Stuttgart ist die DB Lounge wegen des Umbaus der Bahnhofshalle des Bonatzbaus (Bestandteil des Hauptbahnhofs) seit 14. Juni 2019 bis voraussichtlich Ende 2023 provisorisch in Räumen der benachbarten Landesbank Baden-Württemberg untergebracht.[veraltet]
2018 wurden mehr als 5 Millionen Besucher gezählt, davon 140.000 in Leipzig.
Im August 2019 eröffnete die DB Lounge Leipzig, nach sechsmonatigem Umbau, an einem neuen Standort.
Aufgrund der COVID-19-Pandemie in Deutschland waren die DB Lounges ab dem 18. März 2020 bis auf Weiteres geschlossen. Sie wurden am 29. Mai 2020 mit reduzierter Platzkapazität wiedereröffnet. Seit dem 2. November 2020 waren sie wieder geschlossen. Die Wiedereröffnung, ohne Speisen und Getränke, fand am 1. Dezember 2020 statt.
Die DB Lounge Frankfurt Flughafen wurde von Ende Juni 2020 bis Anfang Juni 2021 modernisiert.

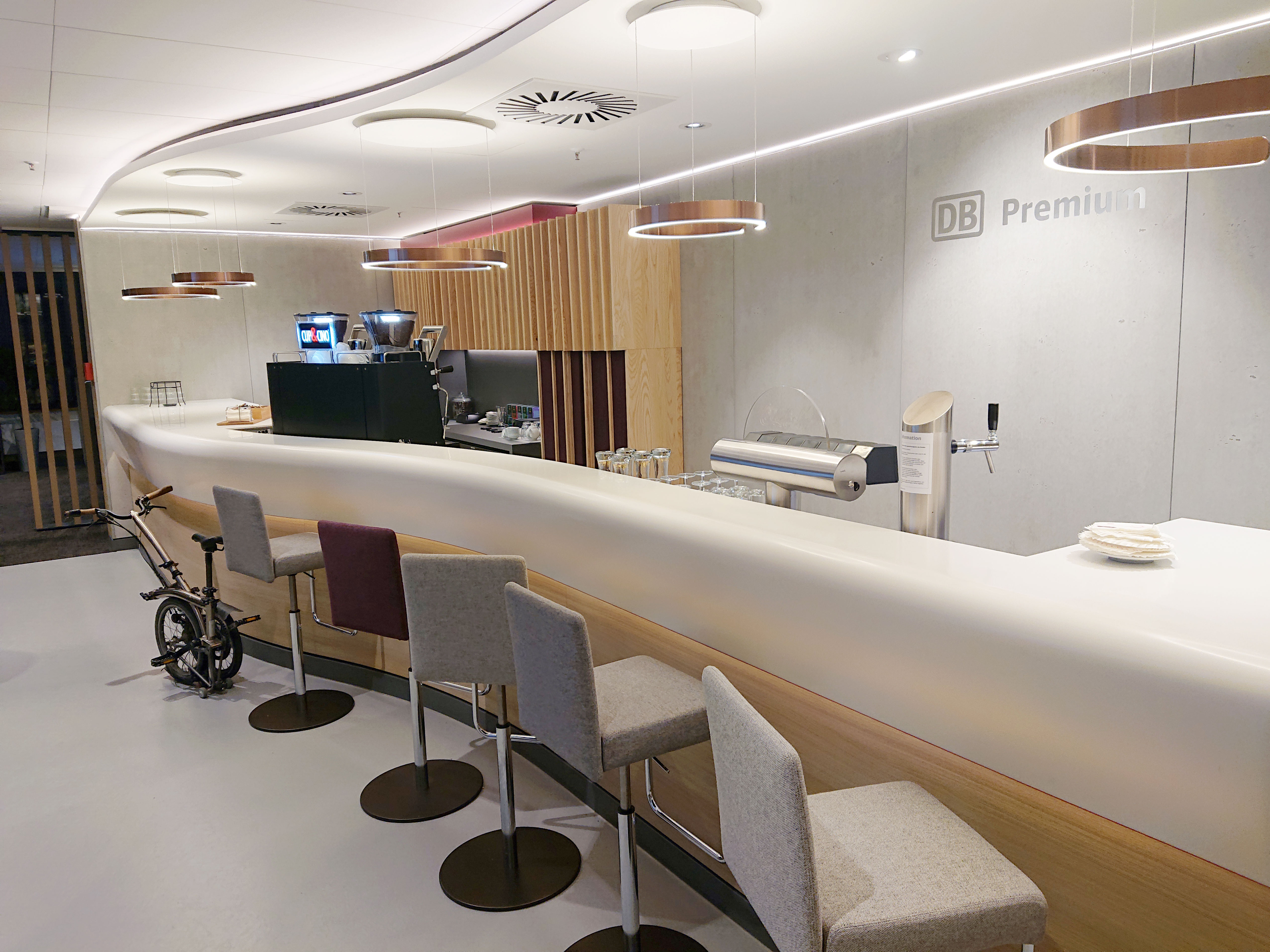
Bar der DB Premium Lounge Hamburg nach dem Umbau 2022

Am 4. Dezember 2021 wurde die renovierte Lounge in Hamburg wiedereröffnet.
Nachdem die Comfort-Lounge in Berlin ab dem 5. Juli 2021 wegen Umbauarbeiten geschlossen war, eröffnete am 28. Januar 2022 die umgebaute Lounge am alten Standort neben dem Reisezentrum wieder. Die Lounge am Hauptbahnhof war zu dieser Zeit die meistbesuchte der DB. Die einzige räumlich getrennte DB Premium-Lounge liegt in Berlin und befindet sich dort neben der Bahnhofsmission.
Am 14. September 2022 eröffnete die umgebaute Lounge Hannover, ebenfalls noch 2022 die Lounges Düsseldorf und Dresden.
Die Deutsche Bahn plante, bis 2024 alle 15 DB Lounges für insgesamt 30 Millionen Euro zu modernisieren.
Seit dem 29. Januar 2024 ist die DB Lounge am Hauptbahnhof Köln wegen Umbauarbeiten geschlossen. Bis zum Abschluss der Modernisierung findet sich eine Ersatz-Lounge in den „Design Offices Köln Dominium“, ungefähr fünf Gehminuten vom Bahnhof entfernt. Die Wiedereröffnung ist für das erste Quartal 2026 geplant.
Im Juni 2025 wurde bekannt, dass die Deutsche Bahn plant, die DB Lounges in Bremen und Essen zu schließen. Man wolle sich auf die „künftig auf die für den Fernverkehr strategisch wichtigsten Knotenbahnhöfe konzentrieren“ und die beiden Lounges wären die „kleinsten Standorte mit niedrigen Besucherzahlen“. Ein genauer Termin für die Schließungen sei noch nicht bekannt.

### Nutzerstruktur
2007 waren etwa 40 Prozent der Gäste Reisende mit einem Fahrschein der ersten Klasse, etwa 60 Prozent bahn.comfort-Kunden; 80 Prozent der Gäste sind Geschäftsreisende. Laut einer Untersuchung des Unternehmens sind drei Viertel der Besucher männlich.

### Größenvergleich
Gemessen an der Sitzplatzkapazität ist die DB Lounge am Hauptbahnhof Frankfurt (156 Sitzplätze) die größte, gefolgt von den Lounges an den Hauptbahnhöfen Köln (87 Sitzplätze der zweiten und 29 der ersten Klasse), Berlin (61 Sitzplätze der zweiten und 25 der ersten Klasse) und Hannover (90 Sitzplätze); Bremen (19 Sitzplätze) und Nürnberg (24 Sitzplätze) hingegen sind die kleinsten.

### Modernisierung

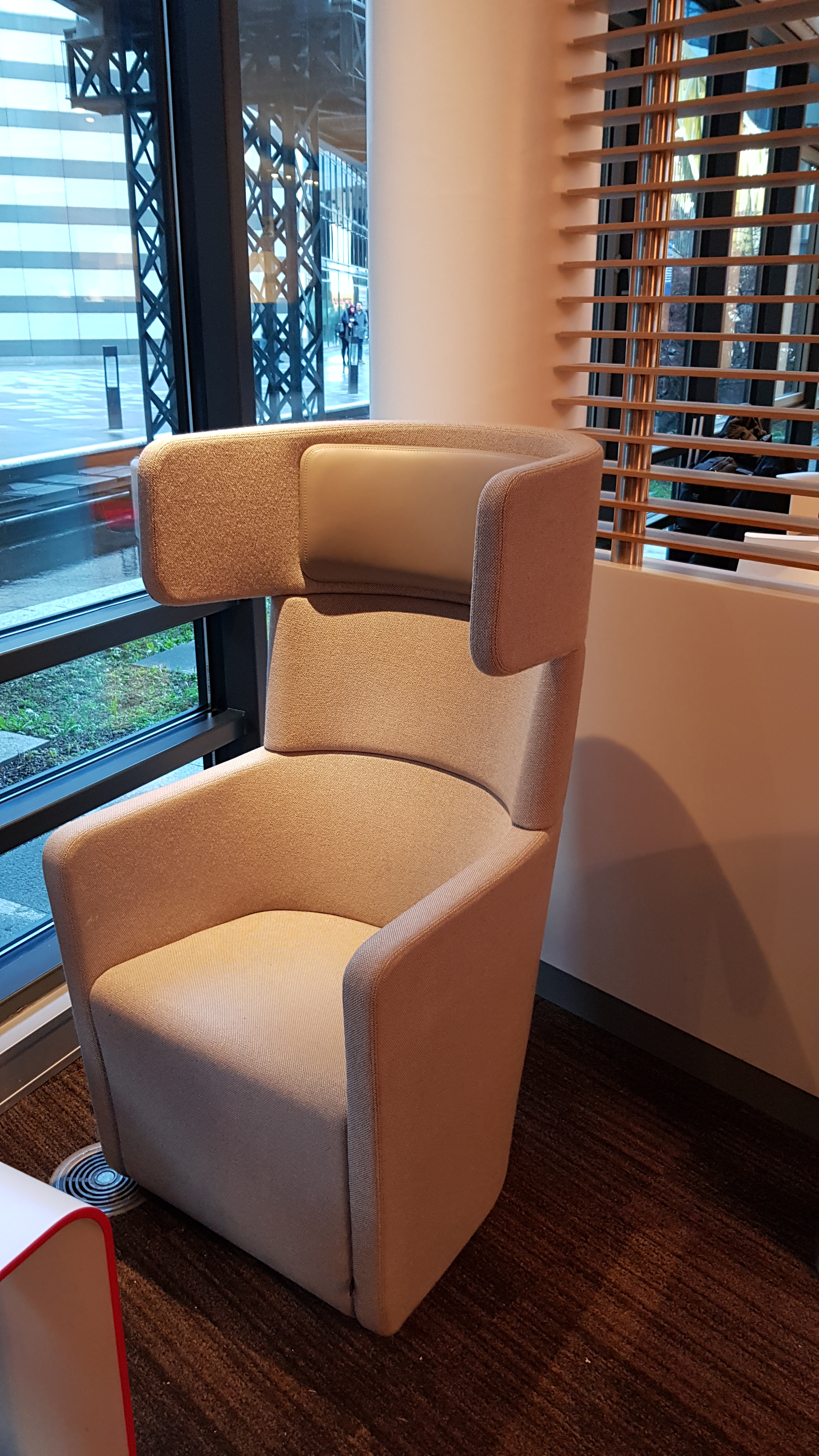
Ohrensessel in der 2019 eröffneten, provisorischen DB Lounge am Stuttgarter Hauptbahnhof

Ein weiterentwickeltes Lounge-Konzept wurde im Spätsommer 2016 vorgestellt. Es sieht eine Dreiteilung in Bistro-, Ruhe- und Arbeitsbereich vor. Der 500.000 Euro teure Umbau wurde Anfang 2017 an einem neuen Standort im 1. Obergeschoss des Nürnberger Hauptbahnhofs begonnen. Die anschließend gewonnenen Erfahrungen soll in die sukzessive Umrüstung der übrigen Lounges einfließen. Nach siebenmonatigem und nunmehr 1,3 Millionen Euro teuren Umbau wurde die neue Lounge Ende Juli 2017 eröffnet. Sie gliedert sich in drei Bereiche (Arbeiten, Wohlfühlen, und Entspannung). Auch eine Kinderspielecke wurde eingerichtet. Die mit 220 m² Fläche nunmehr dreimal so große Lounge verfügt mit 70 Sitzplätzen über doppelt so viel Kapazität wie zuvor. Die DB Lounge Nürnberg zählte 2016 150.000 Gäste. 2021 wurde die Lounge in Hamburg modernisiert.
Nach den Planungen von 2018 sollten alle Lounges bis 2021 umgebaut werden, zunächst Leipzig, dann Stuttgart. Die Lounge in Stuttgart eröffnete am 14. Juni 2019 interimsweise im Gebäude der Landesbank Baden-Württemberg.
Nach den Planungen von Ende 2021 sollten die Umbauten noch bis Ende 2024[veraltet] anhalten.
Bis Ende 2024 wollte die DB 30 Millionen Euro in die Modernisierung aller 15 DB Lounge-Standorte investiert haben.

## Merkmale
Fast alle DB Lounges verfügen über einen Servicetresen und über eine Klimaanlage. Je nach Größe und Tageszeit stehen zwischen einem und fünf Service-Mitarbeiter der Bahn zur Verfügung. Alle Lounges sind reine Nichtraucherbereiche.

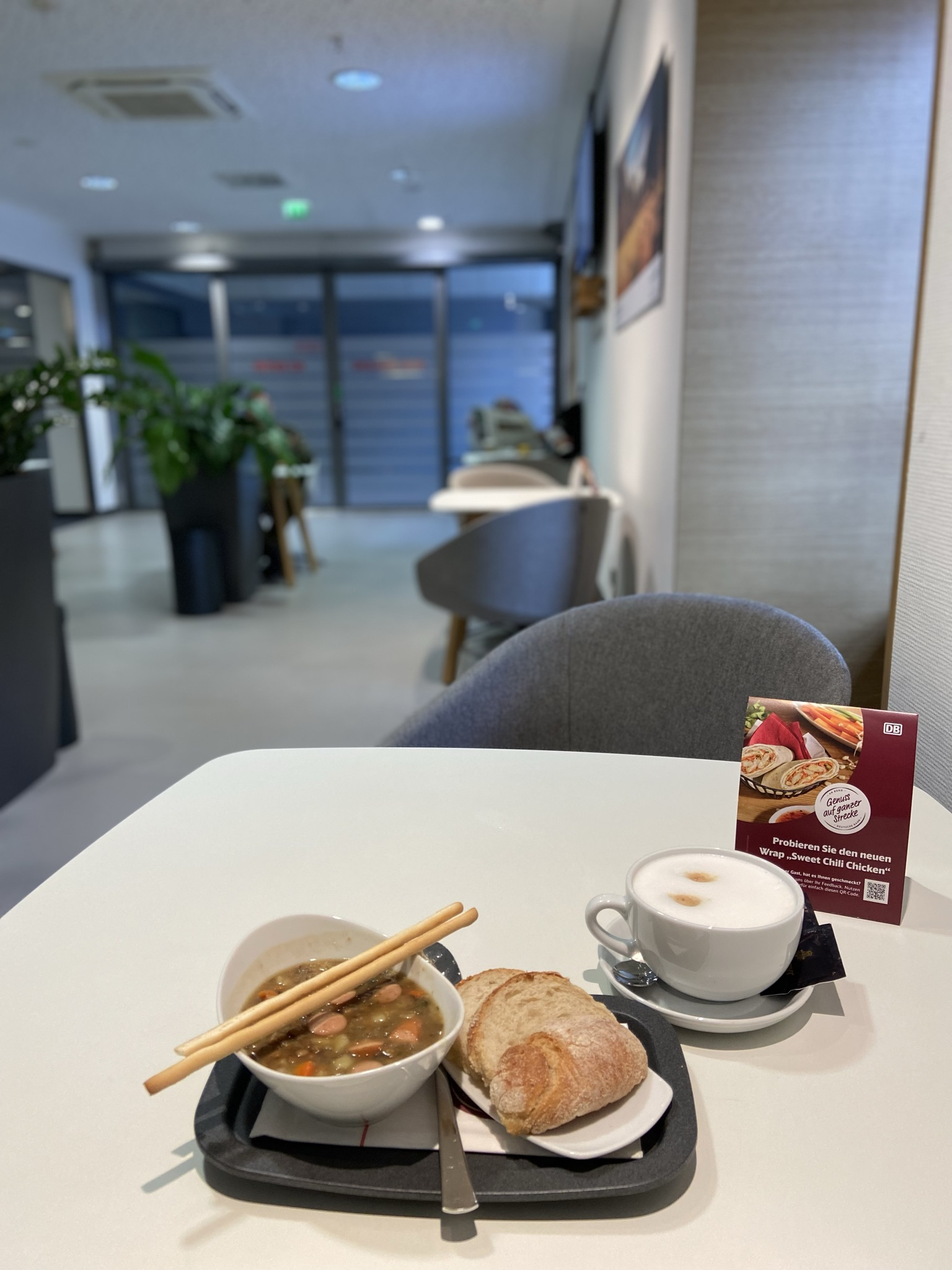
Verpflegung in der DB Lounge 1. Klasse in München (09/2021)

Zur Grundausstattung gehören darüber hinaus eine Garderobe (Kleiderhaken), Uhr und (zumeist) ein Fahrplan.
Decken, Böden und andere Designelemente der Aufenthaltsbereiche sind einheitlich gestaltet. Die Böden in den Zweite-Klasse-Bereichen beispielsweise aus Ahornholz, in den Erste-Klasse-Bereiche aus Wengé-Holz. Zum Teil kommen auch Holzimitate zum Einsatz. Eine Ausnahme war die Ende 2007 geschlossene Lounge im ehemaligen Preußischen Wartesaal in Leipzig, deren Design von dem Standard deutlich abwich.
Einige Lounges führen auch ein Gästebuch, in das sich jeder Gast eintragen darf.

### Möblierung
In DB Lounges sind verschiedene Sitzlandschaften zu finden. Den Großteil der Einrichtung machen rote Ledersessel aus, die teilweise um Tische herum gruppiert sind. Zur Verfügung stehen auch zwischen zwei und acht aus je einem Schreibtisch mit Bürostuhl bestehende und mit Steckdosen versehene Arbeitsplätze; größtenteils sind auch Leselampen vorhanden.
In den Lounges gibt es auch Stühle mit einer in der Lehne integrierten, verschiebbaren Auflagefläche. In Frankfurt Flughafen und Leipzig wurden früher Liegesessel angeboten.

### Gastronomie

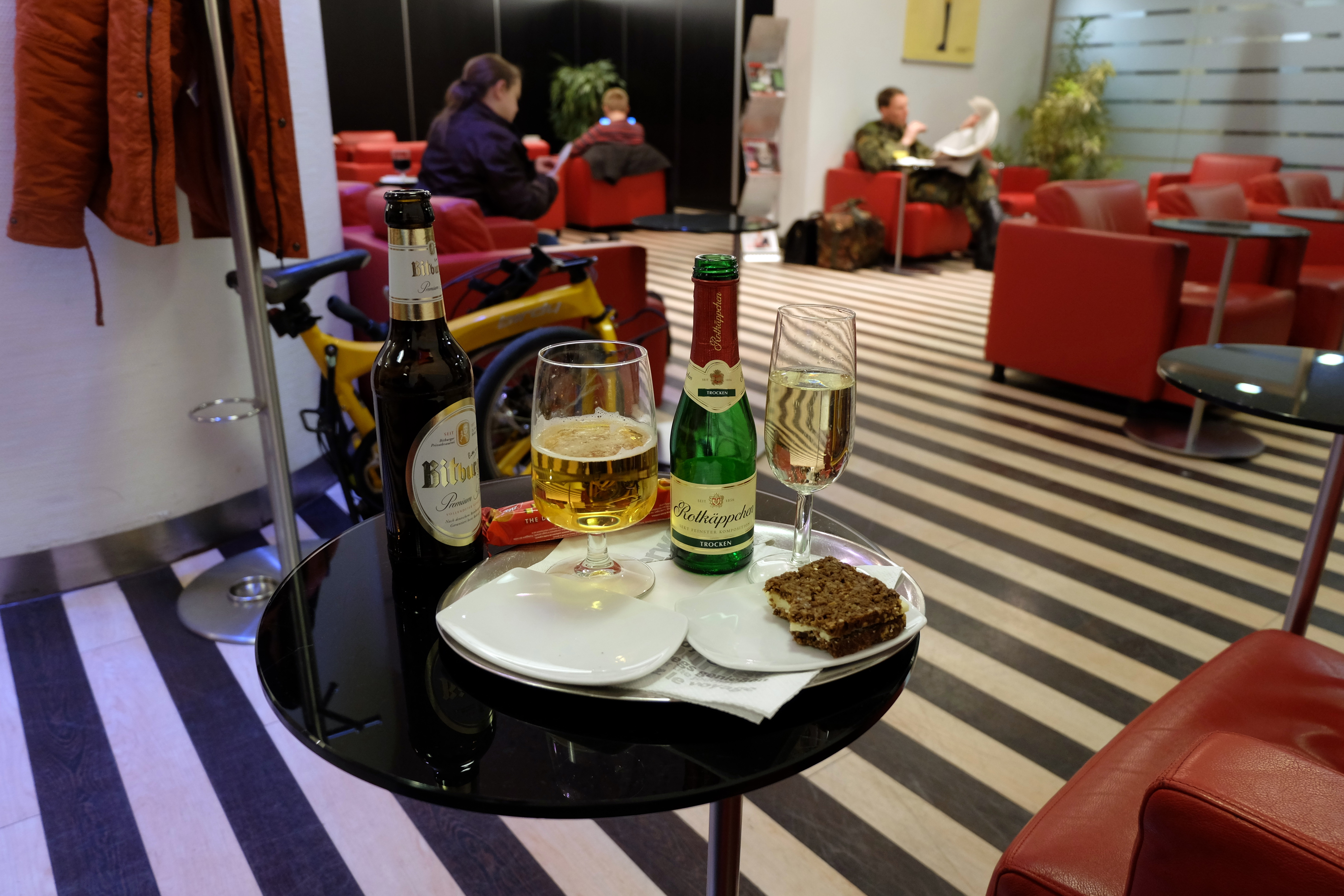
Snack und Getränke im ehemaligen 1.-Klasse-Bereich (Berlin Hbf)

In allen DB Lounges stehen den Gästen Heiß- und Kaltgetränke kostenlos zur Selbstbedienung zur Verfügung.
An Heißgetränken stehen dabei, an ein oder zwei Kaffeemaschinen, unter anderem verschiedene Variationen von Kaffee und Trinkschokolade zur Auswahl; vielerorts auch heiße Brühe. Darüber hinaus werden Heißwasser und bis zu zehn Sorten von Teebeuteln angeboten. Zucker, Süßstoff, Milch (jeweils in Einwegverpackungen) sowie Papierservietten und Rührstäbchen (mancherorts Löffel) liegen ebenfalls zur Selbstbedienung aus. Früher wurde auch Karamellgebäck oder Cantuccini am Tresen oder im Selbstbedienungsbereich angeboten. Eine Zapfanlage für Kaltgetränke bietet Cola, Limonaden, Apfelschorle und Mineral- oder Tafelwasser. Zwischen 2008 und 2010 sowie erneut seit 2017 wurde (nur in den Sommermonaten) auch Eis angeboten. In den meisten Lounges waren auch Erfrischungstücher erhältlich. Mancherorts wurden darüber hinaus auch Artikel des „Bahnshop“ verkauft.
In manchen Lounges konnten darüber hinaus alkoholische Getränke und Snacks erworben werden. In den Premiumbereichen (Erste-Klasse-Bereichen) in Berlin, Frankfurt, Hamburg, Hannover, Köln, Mannheim und München ist dies heute inklusive. Dort werden Getränke grundsätzlich nur an den Platz gebracht; eine Selbstbedienung ist nicht möglich. Darüber hinaus steht auch eine größere Auswahl an (auch alkoholischen) Getränken zur Verfügung.

### Auskünfte und Fahrkarten
In allen Lounges erteilen Servicemitarbeiter Auskünfte zu Zugverbindungen. Mittlerweile können alle DB Lounges über die RIS-Infoplattform und teilweise auch über das IRIS (Innerbetriebliches Reisendeninformationssystem) minutengenau über die Abfahrts- und Ankunftsinformationen von Zügen der Deutsche-Bahn-Töchter informieren. Einige Lounges verfügen auch über einen Fahrgastinformationssystem-Monitor, der über die in Kürze abfahrenden Züge und deren Fahrplanlage Auskunft gibt.
In den Lounges konnten bis Ende 2016 Fahrscheine und Reservierungen gekauft werden. In manchen Lounges wurden nur Fahrscheine zum sofortigen Fahrtantritt (keine Sparpreise etc.) verkauft.

### Zeitungen
In den Räumlichkeiten der DB Lounges wird eine Auswahl von Zeitschriften sowie regionalen und überregionalen Tageszeitungen, teils auch Boulevardzeitschriften ausgelegt. Die Financial Times wird in der englischen Ausgabe bereitgehalten. Zum Mitnehmen lag mancherorts bis Ende 2019 Die Welt Kompakt aus, werktags nach 16 Uhr auch die Welt aktuell. Auch die Kundenzeitschrift DB Business Travel liegt oftmals aus; mitunter werden auch Werbebroschüren angeboten. Einzelne Zeitschriften werden zum Teil auch nur auf Anfrage am Empfangstresen zum Lesen zur Verfügung gestellt und sind anschließend dort wieder abzugeben.

### Fernsehgeräte
Alle DB Lounges sind mit Fernsehern ausgestattet. In Berlin gibt es im Zweite-Klasse-Bereich drei, in Frankfurt Hauptbahnhof, Hamburg und Köln jeweils zwei Fernseher. Alle weiteren Lounges sind mit einem Gerät ausgestattet. Die Geräte laufen dabei manchmal ohne Ton, manchmal mit gedämpfter Lautstärke. Jedoch wird durch das Personal auf Nachfrage auch die Lautstärke geändert. In den DB Lounges Frankfurt am Main Hbf, Hamburg Hbf und Köln können (gegen Pfand) drahtlose Kopfhörer entliehen werden.
In München gibt es nur Infomonitore, die Nachrichten und Abfahrten der Züge angeben.

### Hotspot
Der zunächst als „rail&mail“ bezeichnete Internetzugang in den Lounges wurde Anfang 2003 als Pilotversuch in den Lounges in Frankfurt Flughafen und Hauptbahnhof sowie Köln ins Leben gerufen. Bis Ende 2003 waren dabei 14 „internetfähige“ Lounges geplant. Für eine Stunde, minutengenau per Kabel nutzbaren, Zugang wurden dafür 5,50 Euro berechnet.
Im Sommer 2003 wurde das Angebot auf sieben DB Lounges ausgeweitet. Eine (durchlaufende) Stunde Zugang wurde dabei mit 3,95 Euro berechnet, zehn Stunden (bei sekundengenauer Abrechnung) mit 29,95 Euro. Bei diesem System wurden Karten mit freizurubbelnden Zugangsdaten in den Lounges verkauft.
Im Laufe des Jahres 2005 lösten Hot Spots für drahtlosen Zugang den Zugriff per Kabel ab. Im Rahmen des Projektes „railnet“ erfolgte im Sommer 2005 ein Anbieterwechsel zu T-Mobile. Dabei wurden neben den Lounges wenigstens 22 Bahnhöfe mit drahtlosem Internetzugang ebenso ausgestattet wie sieben ICE-3-Triebzüge.
Inzwischen sind alle DB Lounges mit einem Telekom-Hotspot ausgestattet. Nachdem zuletzt auch das Reisenden- und Konzernportal der Deutschen Bahn nicht mehr kosten- und anmeldefrei verfügbar waren, wird seit Dezember 2011 ein allgemein kostenfreier Zugang gewährt. Nutzern der Erste-Klasse-Bereiche stand bereits seit dem 1. November 2006 ein kostenfreier Internetzugang zur Verfügung, wobei dem Gast auf Wunsch ein Gutschein (Zugangsdaten) für nominell 15 Minuten Hotspotnutzung ausgehändigt wurde.
Nach einer zwischenzeitlichen Zusammenarbeit mit Hotsplots wird das Internet nun von DB Systel angeboten. Das WLAN steht Gästen der 1. und 2. Klasse unbegrenzt zur Verfügung.

### Toiletten und Waschräume

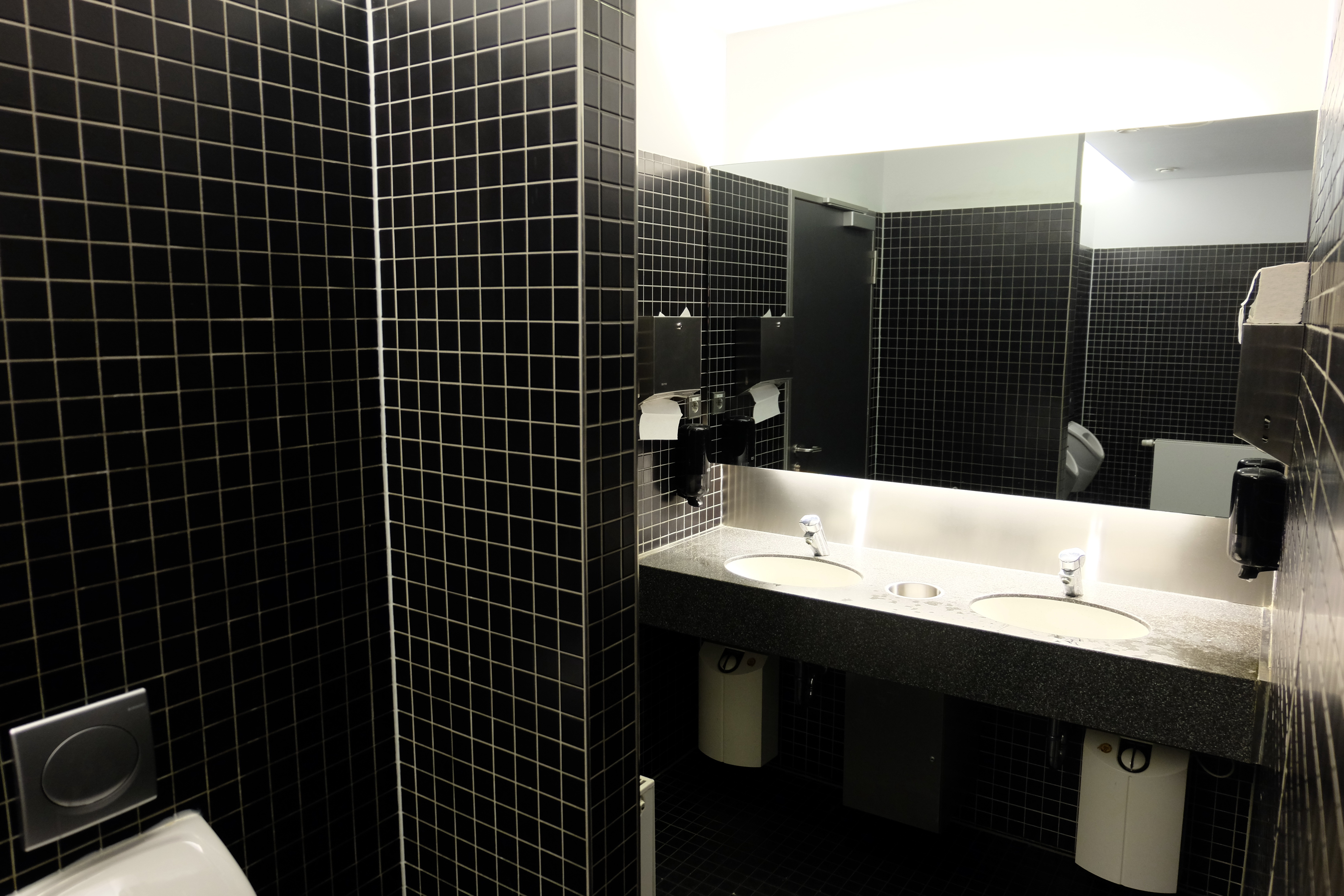
Sanitärbereich in Berlin

13 der 15 Lounges sind mit eigenen Toilettenräumen ausgestattet, die von Gästen kostenlos benutzt werden können. Ausnahme sind die DB Lounges Bremen und Stuttgart, wo Kunden einen mehrstelligen Code erhalten, mit dem Toiletten in unmittelbarer Nähe der Lounge genutzt werden können. In Nürnberg wurden bis zur Eröffnung der neuen Lounge (2017) Marken für benachbarte Toiletten ausgegeben, in Düsseldorf gibt es während der Umbauarbeiten (ab 20. September 2022) einen Toilettengutschein.
Am Hauptbahnhof Berlin gab es darüber hinaus erstmals auch einen separaten, sogenannten „Refresh-Raum“ mit Waschbecken und Fön. Im Zuge des Umbaus der Lounge im Frühjahr 2011 wurde dieser allerdings entfernt.

### Wechselnde Sonderaktionen
In den DB Lounges finden regelmäßig Aktionen statt. So wurde beispielsweise bereits ein (kostenpflichtiger) Massageservice angeboten und Gutscheine für den WLAN-Hot-Spot oder Süßigkeiten verteilt. Zeitweise sind auch Produktproben von Sponsoren erhältlich. Ab September 2008 wurden zeitweise Kühlschränke aufgestellt, in denen verschiedene Sorten Biermischgetränke einer großen Brauerei angeboten wurden.

## Zugang
Den meisten Lounges sind Informationsstelen vorgelagert, die Auskunft über Öffnungszeiten und Zugangsvoraussetzungen geben. Bei vielen Lounges ist eine Klingel zum Eintritt zu betätigen.
Beim Betreten der DB Lounge muss ein gültiges Dokument laut der Nutzungsbestimmungen vorgezeigt werden. Dies geschieht am Servicetresen, der sich in der Nähe des Eingangs befindet. In Berlin und Frankfurt Flughafen erfüllt diese Aufgabe zu Stoßzeiten ein kleiner, separater Schalter hinter der Eingangstür. Nach einer Testphase wurden 2017 elektronische Lesegeräte zur Prüfung der Gültigkeit der Zutrittsberechtigung eingeführt. Zusätzlich zur Legitimationsprüfung dienen die Geräte auch der statistischen Auswertung der Besucherzahlen und Kundengruppen.
Gültige Zutrittsdokumente sind:
- an diesem Tag gültige 1.-Klasse-Fahrscheine im Tarif Flexpreis für die Produktklassen Intercity-Express (ICE), TGV sowie Intercity (IC), Eurocity (EC) unmittelbar vor Beginn oder nach Ende der Reise sowie an Umsteigebahnhöfen. Liegen dabei Start- und Zielbahnhof innerhalb desselben Verkehrsverbundes, ist kein Zugang zu den Premium-Bereichen möglich. Keinen Zutritt haben außerdem Fahrgäste mit 1.-Klasse-Fahrscheinen der Tarife Sparpreis oder Supersparpreis sowie Reisende mit Eurail-, German Rail- oder InterRail-Pässen, ebenso haben DB-Mitarbeiter- und Expedientenangebote keine Gültigkeit;
- ein in der BahnBonus-App vorweisbarer Gold- oder Platin-Status oder ein Lounge-Tagespass (Silber-Status) und ein beliebiges Fernverkehrsticket.
- Kunden mit Vielfahrerstatus der Railteam-Partnerbahnen Eurostar, NS International, ÖBB, SBB, SNCB sowie SNCF und Thalys und einem internationalen Fahrschein der 1. oder 2. Klasse für den Hochgeschwindigkeitsverkehr;
- Lufthansa First- und Business-Class-Gäste sowie Lufthansa-Hon-Circle-Member und Senator in Kombination mit einer gültigen Lufthansa-ExpressRail-Bordkarte;

.
Seit 1. August 2022 erhalten Business- und First-Class-Reisende mit einem Lufthansa-Express-Rail-Ticket Zugang.
Reisegruppen, die mit einem Fahrschein der ersten Klasse reisen, dürfen nur nach schriftlicher Voranmeldung die Lounge nutzen und dies frühestens eine Stunde vor Abfahrt des gebuchten Zuges.
Auch Reisende des ehemaligen Metropolitan-Angebotes konnten die DB Lounges nutzen.
Seit 15. Dezember 2019 berechtigt ein Sparpreis-Fahrschein der 1. Klasse nicht mehr zum Zugang. Die Deutsche Bahn begründet diesen Schritt mit wachsender Nachfrage und begrenzten Kapazitäten.
Zum 1. März 2023 schränkte die Deutsche Bahn Bahn den Zugang zu den Lounges weiter ein. Bisher reichte es, einen entsprechenden Status im Kundenbindungsprogramm BahnBonus nachzuweisen. Nun muss zusätzlich ein gültiges Fernverkehrsticket vorgelegt werden.

### Premiumbereiche

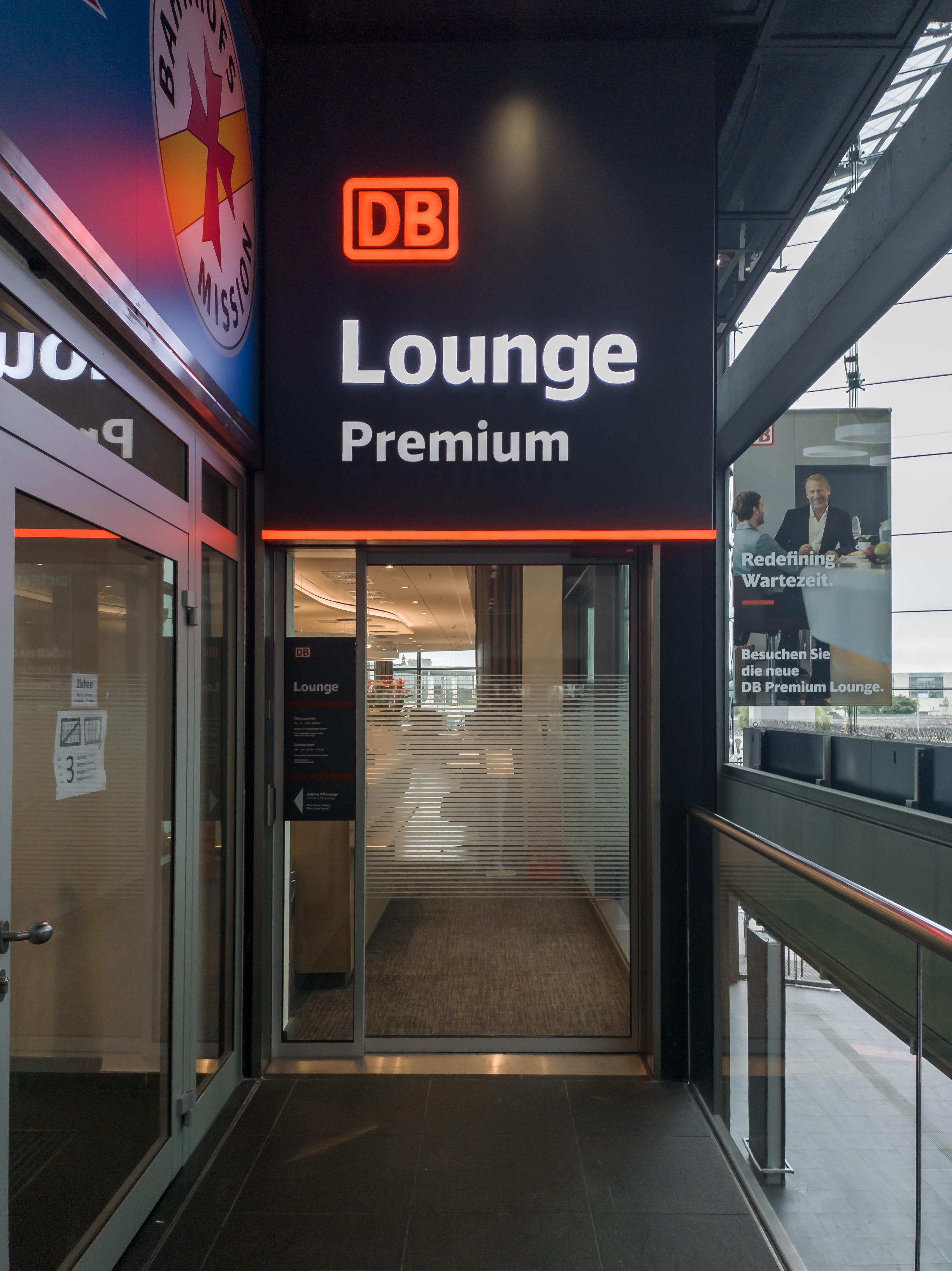
DB Premium Lounge

1.-Klasse-Bereich der DB Lounge München

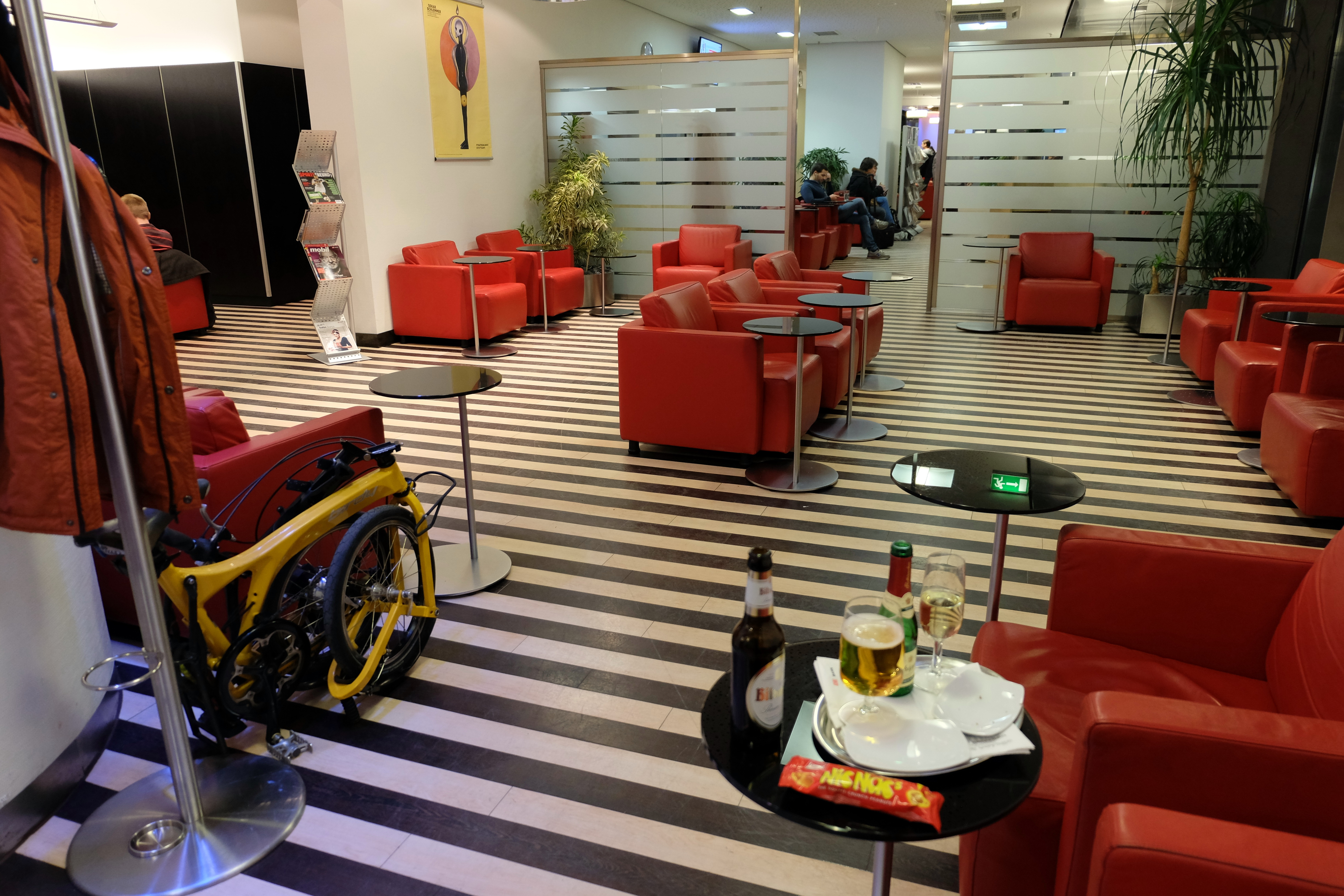
Ehemaliger 1.-Klasse-Bereich der DB Lounge Berlin (2015)

Zum Zutritt in die Premiumbereiche in Berlin, Frankfurt Hauptbahnhof, Hannover, Köln, Mannheim und München ist ein gültiger Fernverkehrsfahrschein der ersten Klasse im Flexpreis-Tarif (ausgenommen Fahrkarten mit Start und Ziel innerhalb des gleichen Verkehrsverbundes) vorzuweisen. Als Fahrschein gilt hier auch eine Bahncard 100 1. Klasse. Zudem haben Statuskunden mit dem Statuslevel „Platin“ und einem Fernverkehrs-Fahrschein Zutritt.
Ein 2.-Klasse-Fahrschein im Tarif Flexpreis oder eine BahnCard 100 2. Klasse berechtigt Rollstuhlfahrer zum Zutritt in den Premium- und Comfort-Bereich der DB Lounge. Die Mitnahme einer Begleitperson ist erlaubt, wenn im Schwerbehindertenausweis ein B eingetragen ist.
Außerdem erhalten Lufthansa-First- und Business-Class-Gäste sowie Lufthansa-Hon-Circle-Member und Senator in Kombination mit einer gültigen Lufthansa-ExpressRail-Bordkarte auch Zugang. Bahnmitarbeiter mit NetzCard bzw. Firmenreiseticket erster Klasse haben keinen Zutritt.
In Hamburg waren seit August 2016 Kunden mit Sparpreis-Fahrschein der 1. Klasse (ausgenommen BahnComfort-Kunden) von der Nutzung des 1.-Klasse-Bereichs ausgeschlossen. Im Zuge dieser Änderung wurde der dortige 1.-Klasse-Bereich in „bahn.comfort first-Bereich“ umbenannt. Grund für die Neuregelung war eine zu geringe Kapazität des 1.-Klasse-Bereichs. Nach einem Umbau der Lounge mit Vergrößerung des 1.-Klasse-Bereichs, der frühestens 2018 stattfinden sollte, wollte die Deutsche Bahn wieder zur alten Zugangsregelung zurückkehren. Mit der Regelung vom 15. Dezember 2019, mit der Sparpreis-Fahrscheine der 1. Klasse allgemein nicht mehr zum Zugang der Lounges berechtigen, hat der Hamburger „bahn.comfort first-Bereich“ seine Sonderrolle verloren und zählt nun zu den sogenannten Premium-Bereichen.
Seit dem 1. März 2023 haben nur noch Statuskunden im Level „Platin“ in Verbindung mit einer Fernverkehrsfahrkarte Zugang zum Premiumbereich. Eine Begleitperson darf nicht mehr mitgenommen werden. Die Bahn begründete diesen Schritt mit „der aktuell sehr hohen Auslastung“, unter welcher „die Atmosphäre, der Service und die Sitzplatzverfügbarkeit“ litten.
Im Mai 2021 eröffnete im Hauptbahnhof Berlin die erste so genannte DB Premium Lounge. Diese wird von bis zu 800 Gästen pro Tag genutzt. Bis Anfang 2022 folgten Premium-Bereiche in Hamburg, Köln, Frankfurt am Main und München. Im Laufe des Jahres 2022 eröffnete ein solcher Bereich in Hannover. Bis Mitte 2023 sollte ein solcher Bereich auch in Mannheim folgen. Er wurde im September 2023 eröffnet.

### Örtliche Besonderheiten
In Berlin, Bremen, Dresden, Düsseldorf, Frankfurt/M. Flughafen Fernbahnhof, Hamburg, Hannover, Köln, Leipzig, Mannheim, München, Nürnberg und Stuttgart haben auch Lufthansa-AIRail-Reisende der First Class und Business Class oder mit HON- oder Senator-Status im Miles-&-More-Programm Zugang. HON Circle Member und Senatoren dürfen eine Begleitperson mitnehmen, die auch auf einem anderen Zug gebucht sein darf, während die Begleitung von First-Class-Passagieren auf demselben Zug gebucht sein muss. Falls eine Premium Lounge am Standort existiert ist auch der Zugang zu dieser erlaubt. Am Standort München haben Swiss First und Business Class Reisende sowie HON Circle Member und Senatoren mit ihrer gültigen Swiss Air Rail Bordkarte für die Strecke Zürich-München Zutritt in den Premium Bereich der DB Lounge. Ferner sind in Köln, Düsseldorf und Essen auch Fahrgäste der Kategorie Comfort 1 des Eurostar (ohne Begleitperson) zugangsberechtigt.

### Vorherige Regelungen
Bis 14. Dezember 2002 galt eine andere Zugangsregelung: Neben Erste-Klasse-Fahrkarten (Mindestwert: 15 DM/10 Euro) hatten auch Inhaber einer regulären BahnCard der ersten Klasse ohne Fahrschein Zugang. „Senatoren“ der Lufthansa konnten ab Aufnahme des AIRail-Verkehrs im Januar 2001 die Lounge in Stuttgart – mit gültigem Flugticket – nutzen.
Im Januar 2012 wurden die Zugangsbestimmungen verschärft. Seither können Nutzer mit 1.-Klasse-Fahrschein (ohne Vielfahrer-Status) die Lounges nur noch unmittelbar vor Beginn der Reise, an Umsteigebahnhöfen oder unmittelbar am Ende der Reise nutzen. Zuvor war eine freizügige Nutzung während der Gültigkeit des Fahrscheins möglich.
Zwischen 1. Juli 2007 und Januar 2012 konnten bis dahin Inhaber von Vielfahrer-Karten der Railteam-Bahnen die Lounges auch ohne gültigen internationalen Fahrschein des Hochgeschwindigkeitsverkehrs nutzen, der seither erforderlich ist. So etwa Mitglieder des ÖBB Club&Bonus, SBB Generalabonnement, Thalys The Card oder SNCF Grand Voyageur. Zwischen der ÖBB und DB bestand schon vor dem Zusammenschluss des Railteams eine Kooperation im Rahmen der TEE Rail Alliance.
Bis 2017 konnten weitere Begleiter jeweils für zehn Euro pro Person mitgenommen werden. Bei BahnCard-100-Inhabern mitreisende Kinder und Jugendliche unter 15 Jahren zählten nicht als Begleitperson und können zusätzlich zu einer solchen kostenlos mitgenommen werden.

## Kritik
Vor allem Premium-Bereiche sind zeitweise so überfüllt, dass keine Sitzplätze mehr verfügbar sind, so Der Spiegel. So komme es vor, dass der Service eingestellt werden müsse, weil Personalmangel herrsche. Die Bahn sagte gegenüber dem Spiegel, dass es ausreichend Personal gebe. Wenn das mal kurzfristig anders sei, gebe es „Prozessanpassungen“. So würden dann etwa Pappbecher statt Porzellantassen ausgegeben, „um die Spülzeiten zu reduzieren“. Man beobachte die Besucherzahlen dauerhaft und werte die Kundenzufriedenheit aus. Daraus leite man Maßnahmen ab. Der Platz an Bahnhöfen sei jedoch begrenzt, aufgrund langfristiger Mietverträge sei „ein schneller Umzug in geeignete Flächen“ meist nicht zu realisieren. Wenn man in Spitzenzeiten „vereinzelt an die Grenzen“ der räumlichen Kapazitäten komme, gebe es an den jeweiligen Standorten individuelle Lösungen. So könnten etwa diejenigen, die ihren Aufenthalt in der Lounge insbesondere zum Arbeiten nutzen, auf Flächen eines Anbieters von Coworkingflächen in Bahnhöfen ausweichen. Man arbeite mit dem Bahnhofsmanagement auch an „strategisch konzeptionellen Lösungen, um der steigenden Beliebtheit und Nachfrage zu begegnen“, so die Bahn gegenüber dem Spiegel.